# Jedničková matice
Jedničková matice a jedničkový vektor mají všechny prvky rovny jedné. Nesmějí se zaměňovat s jednotkovou maticí {\displaystyle \mathbf {I} } a jednotkovými vektory.

## Definice a značení
Jedničková matice nad okruhem {\displaystyle R} s neutrálním prvkem {\displaystyle 1} je
{\displaystyle \mathbf {J} _{mn}={\begin{pmatrix}1&\cdots &1\\\vdots &\ddots &\vdots \\1&\cdots &1\end{pmatrix}}\in R^{m\times n}} .
Jedničková matice obsahující pouze z jeden sloupec se nazývá jedničkový vektor. Je-li zřejmé, že jde o čtvercovou matici řádu {\displaystyle n}, lze psát jen {\displaystyle \mathbf {J} _{n}}, případně indexy zcela vynechat, jsou-li zřejmé nebo nepodstatné. Vzhledem k tomu, že jde o dobře definovanou matematickou konstantu bývá značena neskloněným písmem. Jednotkové matice mohou být značeny {\displaystyle 1\!\!1} a podobně.

## Ukázky
{\displaystyle \mathbf {J} _{22}={\begin{pmatrix}1&1\\1&1\end{pmatrix}};\quad \mathbf {J} _{33}={\begin{pmatrix}1&1&1\\1&1&1\\1&1&1\end{pmatrix}};\quad \mathbf {J} _{25}={\begin{pmatrix}1&1&1&1&1\\1&1&1&1&1\end{pmatrix}};\quad \mathbf {J} _{12}={\begin{pmatrix}1&1\end{pmatrix}}}

## Vlastnosti

### Algebraické vlastnosti
Jedničková matice může být také reprezentována součinem jedničkových vektorů:
{\displaystyle \mathbf {J} _{mn}=\mathbf {J} _{m1}\cdot (\mathbf {J} _{n1})^{\mathrm {T} }}
Transponovaná matice k jedničkové matice je opět jedničková matice, neboli:
{\displaystyle (\mathbf {J} _{mn})^{\mathrm {T} }=\mathbf {J} _{nm}}
Jedničková matice {\displaystyle \mathbf {J} _{mn}} je neutrálním prvkem v maticovém okruhu {\displaystyle (R^{m\times n},+,\circ )}, přičemž {\displaystyle {\boldsymbol {A}}+{\boldsymbol {B}}} je součet matic a {\displaystyle {\boldsymbol {A}}\circ {\boldsymbol {B}}} je Hadamardův součin. Pro všechny matice {\displaystyle {\boldsymbol {A}}\in R^{m\times n}}platí:
{\displaystyle {\boldsymbol {A}}\circ \mathbf {J} _{mn}=\mathbf {J} _{mn}\circ {\boldsymbol {A}}={\boldsymbol {A}}} .

### Hodnost, determinant, stopa
Jedničkové matice {\displaystyle \mathbf {J} } nad tělesem {\displaystyle T} mají následující vlastnosti:
Hodnost matice je rovna jedné
{\displaystyle \operatorname {rank} \mathbf {J} _{mn}=1} .
Determinant čtvercové jedničkové matice je
{\displaystyle \det \mathbf {J} _{nn}={\begin{cases}0&{\text{pro}}~n>1,\\1&{\text{pro}}~n=1.\end{cases}}}
Stopa reálné nebo komplexní čtvercové matice je
{\displaystyle \operatorname {tr} \mathbf {J} _{nn}=n} .

### Vlastní čísla a vlastní vektory
Charakteristický polynom reálné nebo komplexní jedničkové matice {\displaystyle \mathbf {J} _{nn}} je
{\displaystyle \chi (\lambda )=\lambda ^{n-1}(\lambda -n)} .
Vlastní čísla jsou
{\displaystyle \lambda _{1}=n} a {\displaystyle \lambda _{2}=\ldots =\lambda _{n}=0} .
Příslušné vlastní vektory jsou
{\displaystyle (1,\ldots ,1)^{\mathrm {T} }} a {\displaystyle (1,-1,0,\ldots ,0)^{\mathrm {T} },\ldots ,(0,\ldots ,0,1,-1)^{\mathrm {T} }} .
Minimální polynom {\displaystyle \mathbf {J} } je {\displaystyle x^{2}-nx} .

### Součiny
Součin dvou reálných nebo komplexních jedničkových matic je
{\displaystyle \mathbf {J} _{mn}\cdot \mathbf {J} _{np}=n\cdot \mathbf {J} _{mp}} .
Výpočet {\displaystyle k} -té mocniny čtvercové jedničkové matice pro {\displaystyle k\geq 1} je dán vztahem
{\displaystyle (\mathbf {J} _{nn})^{k}=n^{k-1}\mathbf {J} _{nn}} .
Matice {\displaystyle {\tfrac {1}{n}}\mathbf {J} _{nn}} je proto idempotentní, neboli
{\displaystyle {\tfrac {1}{n}}\mathbf {J} _{nn}\cdot {\tfrac {1}{n}}\mathbf {J} _{nn}={\tfrac {1}{n}}\mathbf {J} _{nn}} .
Exponenciála jedničkové matice je
{\displaystyle \exp(\mathbf {J} _{nn})=\sum _{k=0}^{\infty }{\frac {(\mathbf {J} _{nn})^{k}}{k!}}=\mathbf {I} _{n}+\sum _{k=1}^{\infty }{\frac {n^{k-1}}{k!}}\mathbf {J} _{nn}=\mathbf {I} _{n}+{\frac {e^{n}-1}{n}}\mathbf {J} _{nn}} ,
Reálná i komplexní čtvercová matice {\displaystyle \mathbf {J} } je pozitivně semidefinitní.

## Aplikace
Jedničková matice se používá v kombinatorice, zvláště v algebraické teorii grafů. Například, je-li {\displaystyle {\boldsymbol {A}}} matice sousednosti neorientovaného grafu {\displaystyle G} na {\displaystyle n} vrcholech a {\displaystyle \mathbf {J} } je jedničková matice řádu {\displaystyle n}, pak {\displaystyle G} je regulární, právě když {\displaystyle {\boldsymbol {AJ}}={\boldsymbol {JA}}}.

## Programování
V numerickém softwarovém balíku MATLAB je jedničková matice generována funkcí ones(m,n).